# Jedrsko bombardiranje Hirošime in Nagasakija
Ob koncu druge svetovne vojne so Združene države Amerike avgusta 1945 odvrgle dve atomski jedrski bombi na japonski mesti Hirošima in Nagasaki. Eksplozija obeh bomb je skupno ubila od 129.000 do 226.000 ljudi, od katerih je bilo največ civilistov.
V zadnjem letu druge svetovne vojne, so se zavezniki začeli pripravljati na invazijo japonske celine. Ko se je Nacistična Nemčija maja 1945 predala in kapitulirala, so zavezniki vso svojo pozornost obrnili na pacifiško vojno. Do julija 1945 so ameriške sile proizvedle več vrst jedrskega streliva, s čimer so opremile svoja letala in bojne ladje, da bi bile s tem zaščitene pred morebitnimi boji v Pacifiku. 26. julija so zavezniki ugotovili, da bi bila edina možnost, ki bi še lahko prisilila Japonsko h predaji, napad z jedrskimi bombami in so se zato odločili za jedrski napad na Japonsko. 
Prvi je jedrski napad potrdil sporazum v Quebecu, kmalu zatem pa je bombardiranje odobrilo še Združeno Kraljestvo. Ameriški general Thomas Handy pa je nato sprejel in dokončno odobril odločitev za bombardiranje. Za bombardiranje so bila izbrana mesta Hirošima in Nagaski. Ti dve mesti sta bili izbrani zato, ker so imela velika urbana območja, kjer so bili zgrajeni številni vojaški objekti, poleg tega pa sta bili relativno nepoškodovani, kar bi omogočalo kasnejšo analizo škode. 6. avgusta 1945 je bila jedrska bomba, imenovana "Deček", odvržena na Hirošimo. Tri dni kasneje je bila druga jedrska bomba, imenovana "Debeluh", odvržena na Nagasaki. V naslednjih dveh do štirih mesecih, so učinki atomskih bombnih napadov povzročili smrt od 90.000 in 146.000 ljudi v Hirošimi in od 39.000 do 80.000 ljudi v Nagasakiju; približno polovica ljudi je umrla na dan napada. Nekaj mesecev kasneje je še veliko ljudi umrlo zaradi posledic opeklin, sevanja bolezni in poškodb, ki so nastale kot posledica bolezni in podhranjenosti. Čeprav je imela Hirošima veliko vojaško posadko v mestu, je bilo med žrtvami največ civilistov. 
Japonska se je predala 15. avgusta, šest dni potem, ko ji je Sovjetska zveza napovedala vojno. Japonska je nato 2. septembra 1945 podpisala premirje s čimer se je dokončno končala druga svetovna vojna. Znanstveniki so natančno preučili posledice bombnega napada na socialne in politične narave poznejše svetovne zgodovine ter popularne kulture. Še vedno se pojavlja veliko razprav o etični in pravni utemeljitvi za bombni napad. Mnogi verjamejo, da je bil bombni napad na Japonsko nujno potreben, da bi s tem čim prej končali vojno in s tem preprečili številne smrtne žrtve. Kritiki zanikajo, kako je japonska vlada priznala predajo, in poudarjajo moralne in etične posledice jedrskega orožja in smrtnih žrtev, ki so bile povzročene. 

## Ozadje
8. maja 1945 se je Nacistična Nemčija predala in kapitulirala. S tem se je končala druga svetovna vojna v Evropi. Zaveznikom je tako ostala še ena naloga: premagati zadnjega sovražnika, Japonsko, zaveznika Nemčije in Italije.
Leto 1945 je bilo že četrto leto, odkar je trajala vojna v Tihem oceanu med zavezniki in Japonsko. S časoma so zavezniki napredovali, zaradi česar je bil Japonski položaj vedno slabši, a Japonska se kljub temu ni hotela predati. To, da se Japonska ni hotela predati, je v svetu povzročilo veliko zaskrbljenost in sicer zaradi tega, da bi lahko vojna trajala še veliko dlje in s tem povzročila še več smrtnih žrtev. Julija 1945 so Združene države Amerike opremile svoje bojne ladje in bojna letala z jedrsko opremo, da bi jih s tem zaščitila pred boji v Pacifiku. Ob tem so se začele pojavljati prve ideje o napadu z jedrskim orožjem.
17. julija 1945 so se ameriški predsednik Harry S. Truman, ki je 12. aprila tega leta nadomestil pokojnega ameriškega predsednika Franklina Roosevelta, predsednik britanske vlade Winston Churchill in sovjetski predsednik Josif Stalin sestali na Potsdamski konferenci v Postdamu, kjer so se med drugim pogovarjali tudi o tem, kako premagati oz. kako prisiliti Japonsko h kapitulaciji. Na konferenci je Truman povedal, da je bil jedrski preizkus prvega jedrskega orožja, Trinity, ki je bil izveden dan prej, uspešen in je predlagal napasti Japonsko z jedrskim orožjem. O tem so se na konferenci še dolgo časa pogovarjali. Napad na Japonsko bi povzročil velike izgube tako vojaških kot civilnih življenj, pa tudi velikansko materialno uničenje. Da bi Truman prisilil Japonsko h kapitulaciji, se je odločil, da bo uporabil jedrske bombe in 25. julija je sprejel odločitev, da Japonsko napadejo z jedrskim orožjem.
26. julija je ameriški general Thomas Handy sprejel in odobril napad z jedrskim orožjem na Japonsko, kar je bilo tudi podpisano v sporazumu v Quebecu. Kmalu zatem je napad odobrilo tudi Združeno Kraljestvo. Nato so se začele priprave na bombardiranje. Za bombardiranje sta bili izbrani japonski mesti Hirošima in Nagasaki. Ti dve mesti, zlasti Hirošima, sta bili izbrani zaradi njunega industrijskega in vojaškega pomena. Za napad na Hirošimo je bil določen datum 6. avgust, napad na Nagaski pa 9. avgust.

## Bombe
Za jedrsko bombardiranje sta bili pripravljeni dve atomski bombi: Deček in Debeluh. Njuno izdelavo je omogočilo spoznanje, da atom ni stabilen in nedeljiv, temveč da lahko sprosti velikansko energijo. Fantek je vseboval obogaten uran, Debeluh pa plutonij. Obe bombi sta bili uvoženi in sta v Ameriko prispeli do konca julija 1945. 2. avgusta so bombi na vojaškem letališču pripravili za vkrcanje na bombnike.

## Jedrski napad

### Bombardiranje Hirošime
Cilj bombardiranja s prvo atomsko bombo je bila Hirošima, z alternativnima ciljema Kokura in Nagasaki. Ciljna točka je bil most Aioi v centru Hirošime, ker je imel značilno obliko črke T in s tem predstavljal dobro opazno točko. Polet so sestavljali trije bombniki B-29, in sicer je bombnik z imenom  Enola Gay nosil bombo, bombnik The Great Artiste je nosil inštrumente za meritev moči eksplozije, bombnik The Nameless Evil pa je bil namenjen fotografiranju.
Enola Gay s Fantkom na krovu je vojaško letališče zapustil v noči iz 5. na 6. avgust. Letalo je prispelo nad cilj ob jasni vidljivosti na višini 9.470 metrov. Parsons, ki je poveljeval misiji, je v bombo namestil eksplozivni naboj šele med letom, da bi zmanjšal tveganja za težave med vzletom. Bil je priča strmoglavljenju štirih bombnikov ob vzletu in bal se je, da bi prišlo do jedrske eksplozije, če bi njegov bombnik skupaj s Fantkom na krovu strmoglavil. Njegov pomočnik, podporočnik Morris R. Jeppson, je sklenil električne tokokroge v bombi 30 minut preden je bombnik dosegel ciljno območje.
Ob 7:15 zjutraj 6. avgusta 1945 je japonski radar zaznal tri ameriška letala, ki so na veliki višini letela proti jugu. Ker so mislili, da gre za opazovanje, niso sprožili zračnega alarma. Ob 8:09 je bombarder Thomas Ferebee začel z pripravo na odmet bombe. Ob 8:16 je bil Fantek po načrtih odvržen iz bombnika nad Hirošima. Bomba, ki je vsebovala 64 kg urana-235, je potrebovala 44,4 sekunde, da je, potem, ko je bila odvržena z letala, ki je letelo na višini približno 9.400 metrih, eksplodirala približno 580 metrov nad mestom.
Zaradi močnega vetra je bomba zgrešila ciljno točko, most Aioi, za približno 240 metrov in je zaradi tega eksplodirala neposredno nad kirurško kliniko Shima. Ob eksploziji se je sprostila enakovredna energija 16 ± 2 kiloton TNT-ja (66,9 ± 8,4 TJ). Polmer popolnega uničenja je bil približno 1,6 kilometra, požari, ki pa so nastali posledično, so se razširili do 11 km2. Vročina, ki jo je ustvarila bomba ob eksploziji, je bila tako silovita, da je ljudi uparila in povzročila ognjeni vihar, ki je uničil mesto. V Hirošimi je v trenutku eksplozije umrlo približno 90.000 ljudi, še 50.000 pa jih je do konca leta umrlo zaradi posledic sevanja in drugih posledic eksplozije. Približno 90 % zgradb v Hirošimi je bilo uničenih ali poškodovanih.
7. avgusta, en dan po bombardiranju Hirošime, je ameriški predsednik Truman poročal, da je bila prva bomba odvržena, nato pa je opozoril Japonsko: 
Če sedaj ne mislite sprejeli naših pogojev, lahko iz zraka pričakujete dež ruševin, kakršnega na tej zemlji še nikoli niste videli. Za tem zračnim napadom bodo bile morske in kopenske sile v takšnem številu in moči, kot jih še niste videli in z bojno spretnostjo, katere se že zelo dobro zavedate.
Ta govor so kmalu prestregle japonske tiskovne agencije. Kljub hudim posledicam bombardiranja sta se premier Suzuki in admiral Toyoda odločila, da Američani razpolagajo še z največ eno ali dvema podobnima bombama, zato sta se odločila, da Japonska nadaljuje vojno. 

### Bombardiranje Nagasakija
Ameriški bombnik B-29 z imenom Boxcar z bombo Debeluh na krovu, je vojaško letališče zapustil 8. avgusta zvečer. Cilj bombardiranja je bilo tokrat mesto Kokura, Nagasaki pa je bil alternativni cilj.  Čeprav je bilo ugotovljeno, da letalo zaradi okvare gorivne črpalke ne bo moglo uporabiti rezervnega goriva, je bilo dogovorjeno, da misijo izpelje, saj bi zamenjava bombnika potrebovala več ur, premestitev Debeluha na drugi bombnik pa je bila tudi zelo nevarna.
Bombnik je Japonsko dosegel zjutraj 9. avgusta 1945, na dan, ko je Sovjetska zveza napovedala vojno Japonski. Primarni cilj Kokura je bil pokrit zaradi oblačnosti in dima, ki je nastal po ameriškem bombardiranju bližnjega mesta Jahata, zato ni bilo možno izvesti vizualnega bombardiranja in letalo je bilo preusmerjeno proti Nagasakiju. Ob 7:50 je japonski radar zaznal letalo, zaradi česar je bilo v mestu razglašeno opozorilo za zračni napad, vendar je bilo opozorilo uradno razglašeno šele ob 8:30. 
Ob 10:50 je pilot bombnika začel pripravljati odmet bombe, vendar je bil tudi Nagasaki pokrit z oblaki, zato je posadka za lociranje mesta uporabila radar. Letalo je krožilo nad mestom do 11:01, saj naj bi takrat bombarder skozi luknjo v oblakih opazil ciljno točko in odvrgel bombo. Bomba, ki je vsebovala 5 kg plutonija, je eksplodirala 47 sekund po odmetu, 503 metre nad terenom. Kljub vsemu je bomba zgrešila predvideno ciljno točko, jeklarno Mitsubishi, za približno 3 km, nad dolino Urakami.  Nekateri strokovnjaki zato trdijo, da je bilo bombardiranje zaradi malo preostalega goriva opravljeno izključno z uporabo radarja (napaka 3 km je bila v tistem času povprečna napaka pri uporabi radarja), in da luknje v oblakih v resnici ni bilo.
Nastala eksplozija je povzročila ekvivalentno energijo 21 ± 2 kt (87,9 ± 8,4 TJ). Ker je bomba eksplodirala nad dolino, so hribi okoli doline zadržali precejšen del eksplozije. V trenutku eksplozije je umrlo približno 22.000 ljudi, na stotine tisoč pa jih je pozneje umrlo zaradi posledic sevanja in drugih posledic eksplozije. Vendar pa različne študije navajajo število žrtev od 39.000 do 80.000. Polmer popolnega uničenja je bil približno 1,6 km (1 mi), čemur so sledili požari čez severni del mesta do 3,2 km južno od lokacije eksplozije. 
Za razliko od vojaških smrtnih žrtev v Hirošimi, je bilo v Nagasakiju takoj ubitih le 150 japonskih vojakov. V bombardiranju je umrlo najmanj osem zavezniških vojnih ujetnikov, morda pa jih je umrlo kar trinajst. Osem potrjenih smrtnih žrtev je vključevalo britanskega zapornika, desetnika kraljevega letalstva Ronalda Shawa in sedem nizozemskih vojnih ujetnikov. En ameriški zapornik, Joe Kieyoomia, je bil v času bombnega napada v Nagasakiju, vendar je preživel, saj naj je bil v tem času zaprt za betonskimi stenami svoje celice, ki so ustavile val radioaktivnega prahu, zaradi česar je preživel. V Nagasakiju je bilo zaprtih tudi 24 avstralskih vojnih ujetnikov, ki pa so vsi preživeli.

## Dodatne bombe
Američani so imeli za rezervo pripravljene še štiri atomske jedrske bombe, kjer je bila na voljo še kakšna za uporabo, če se Japonska še vedno ne bi hotela predati, vendar se je japonska vlada pet dni po bombardiranju Nagaskija strinjala s predajo.

## Predaja Japonske
9. avgusta se je japonska vlada ob 14:30, več kot tri ure po bombardiranju Nagasakija, sestala za pogovor o možnosti predaje. Sestanek se je končal ob 18:00, brez sprejete določitve. Suzuki je odšel v palačo, da bi poročal o izidu sestanka, kjer se je srečal s Kōichijem Kido. Kido ga je obvestil, da se je cesar strinjal s cesarsko konferenco, in dal močan znak, da se bo cesar strinjal s predajo pod pogojem, da se ohrani kokutai. Ob 18:00 je bila organzirana druga seja vlade. Le štirje ministri so podprli Anamijevo stališče o spoštovanju mrovnih pogojev, a ker so morale biti odločitve kabineta soglasne, ni bila sprejeta nobena odločitev, preden se je sestanek končal ob 22:00.
10. avgusta je cesar Hirohito za boljšo odločitev sprejel predajo. Dva dni pozneje je cesar obvestil cesarsko družino o svoji odločitvi o predaji. Eden od njegovih stricev, princ Asaka, ga je nato vprašal, ali se bo vojna nadaljevala, če kokutai ne bo mogoče ohraniti. Hirohito je preprosto odgovoril: "Seveda." Ker se je zdelo, da so zavezniški pogoji pustili nedotaknjeno načelo ohranitve prestola, je Hirohito 14. avgusta posnel svojo govor, v katerem je napovedal brezpogojno predajo Japonske. Njegov govor je bil naslednji dan predvajan japonskemu narodu, kljub kratkemu uporu militaristov, ki so nasprotovali predaji.
15. avgusta 1945 je Japonska sprejela predajo, kar je v svet sporočila isti dan. 2. septembra so nato Japonci na ameriški bojni ladji v Pacifiku dokončno podpisali premirje, s čimer se je končala druga svetovna vojna. 

## Poznejše žrtve
Ocenjuje se, da je leta 1945 umrlo od 90.000 do 140.000 ljudi v Hirošimi (do 39 odstotkov prebivalstva) in od 60.000 do 80.000 ljudi v Nagasakiju, čeprav število umrlih takoj zaradi izpostavljenost eksploziji, vročini ali sevanju ni znano. Eno poročilo Komisije za žrtve jedrskega bombardiranja obravnava 6.882 ljudi, pregledanih v Hirošimi, in 6.621 ljudi, pregledanih v Nagasakiju, ki so utrpeli poškodbe zaradi eksplozije in vročine, vendar so pogosto umrli zaradi zapletov pri radiacijskem sindromu (ARS), vse v približno 20 do 30 dneh po bombardiranju. Številni ljudje, ki so tudi po eksploziji ostali nepoškodovani, so na koncu umrli tudi v kratkem obdobju, potem ko so zboleli za ARS. Takrat zdravniki niso vedeli, kaj je bil vzrok za to bolezen, zaradi česar je tudi niso mogli učinkovito zdraviti. Midori Naka naj bi bila prva smrtna žrtev, uradno potrjena kot posledica zastrupitve s sevanjem ali, kot so jo mnogi omenjali, "bolezni atomske bombe". Bila je približno 650 metrov od lokacije v Hirošimi, kjer je eksplodirala bomba in je umrla 24. avgusta 1945 po potovanju v Tokio. Takrat ni bilo ocenjeno, vendar se je povprečna doza sevanja, ki je ubila približno 50 odstotkov odraslih, približno povečala, kar pomeni, da so bili manjši odmerki bolj smrtonosni, ko je posameznik doživel sočasno eksplozijo ali opekline politravmatske poškodbe. Običajne poškodbe kože, ki pokrivajo veliko površino, pogosto povzročijo bakterijsko okužbo; tveganje za sepso in smrt se poveča, če običajno nesmrtonosna doza sevanja zmerno zavira število belih krvnih celic.
Spomladi 1948 je bila ustanovljena Komisija za žrtve atomske bombe (ABCC) v skladu s predsedniško direktivo predsednika Trumana na Nacionalni akademiji znanosti – Nacionalnemu raziskovalnemu svetu za izvajanje preiskav poznejših učinkov sevanja med preživelimi v Hirošimi in Nagasakiju. Leta 1956 je ABCC objavil Učinek izpostavljenosti atomskim bombam na prekinitev nosečnosti v Hirošimi in Nagasakiju. ABCC je 1. aprila 1975 ustanovila Fundacijo za raziskave učinkov sevanja (RERF). Dvonacionalna organizacija, ki jo vodijo ZDA in Japonska, RERF deluje še danes.